# Casa de les Bruixes
La Casa de les Bruixes o Casa de Bruixes és un edifici de la ciutat d'Alacant, al País Valencià. Actualment, és la seu de Presidència de la Generalitat a la capital de l'Alacantí. La façana principal recau a l'avinguda del Doctor Gadea, a l'Eixample.
És una construcció d'estil modernista, en la zona d'eixample d'Alacant que va projectar-se després de l'enderroc, el 1869, de les muralles. L'arquitecte encarregat de la Casa de les Bruixes va ser Enrique Sánchez Sedeño, que hi va destacar per les seues construccions de ferro.
El primer projecte de Sánchez Sedeño es va presentar el 1898. El 1911 en va redactar un altre, amb una ampliació superficial cap a l'interior de l'illa de cases i la incorporació d'elements de l'Art Nouveau. El 1912 Sedeño va renunciar a continuar la direcció de les obres i el va substituir Francisco Fajardo Guardiola, qui va projectar el mateix any les torrasses que rematen l'edifici, amb coberta amb fort pendent i disseny amb influències de gòtic nòrdic. Es van incloure ornamentacions d'estils «neo-».
L'edifici consta de dues plantes i planta baixa, amb dues torres de quatre plantes, una en la façana principal i l'altra en l'accés pel carrer de Sant Ferran. A causa dels seus usos, la decoració interior original s'ha perdut, originalment hi estava relacionada amb la decoració exterior, que encara es pot apreciar, de motius naturistes.